# Hluboké Mašůvky

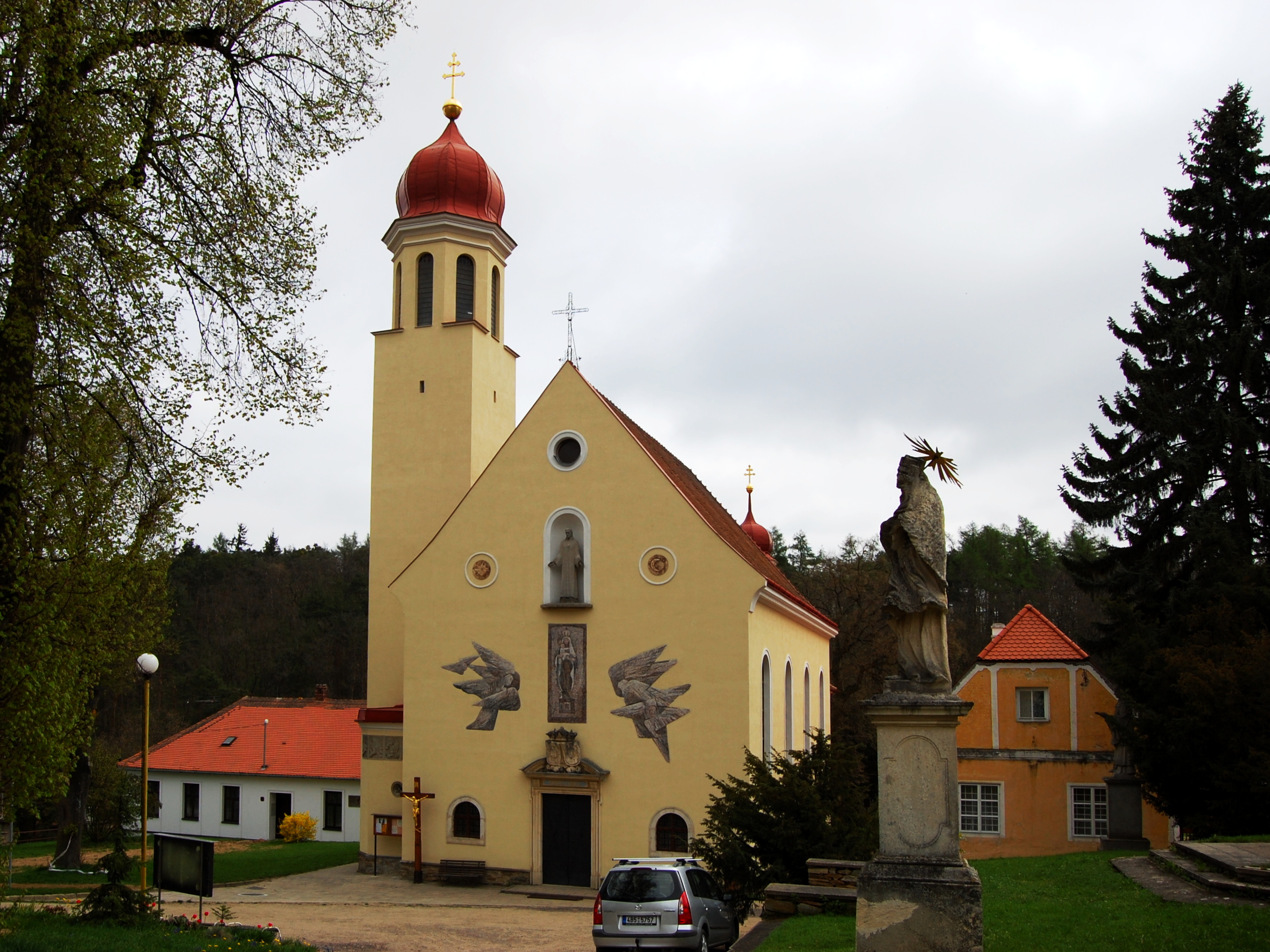
Wallfahrtskirche Mariä Heimsuchung

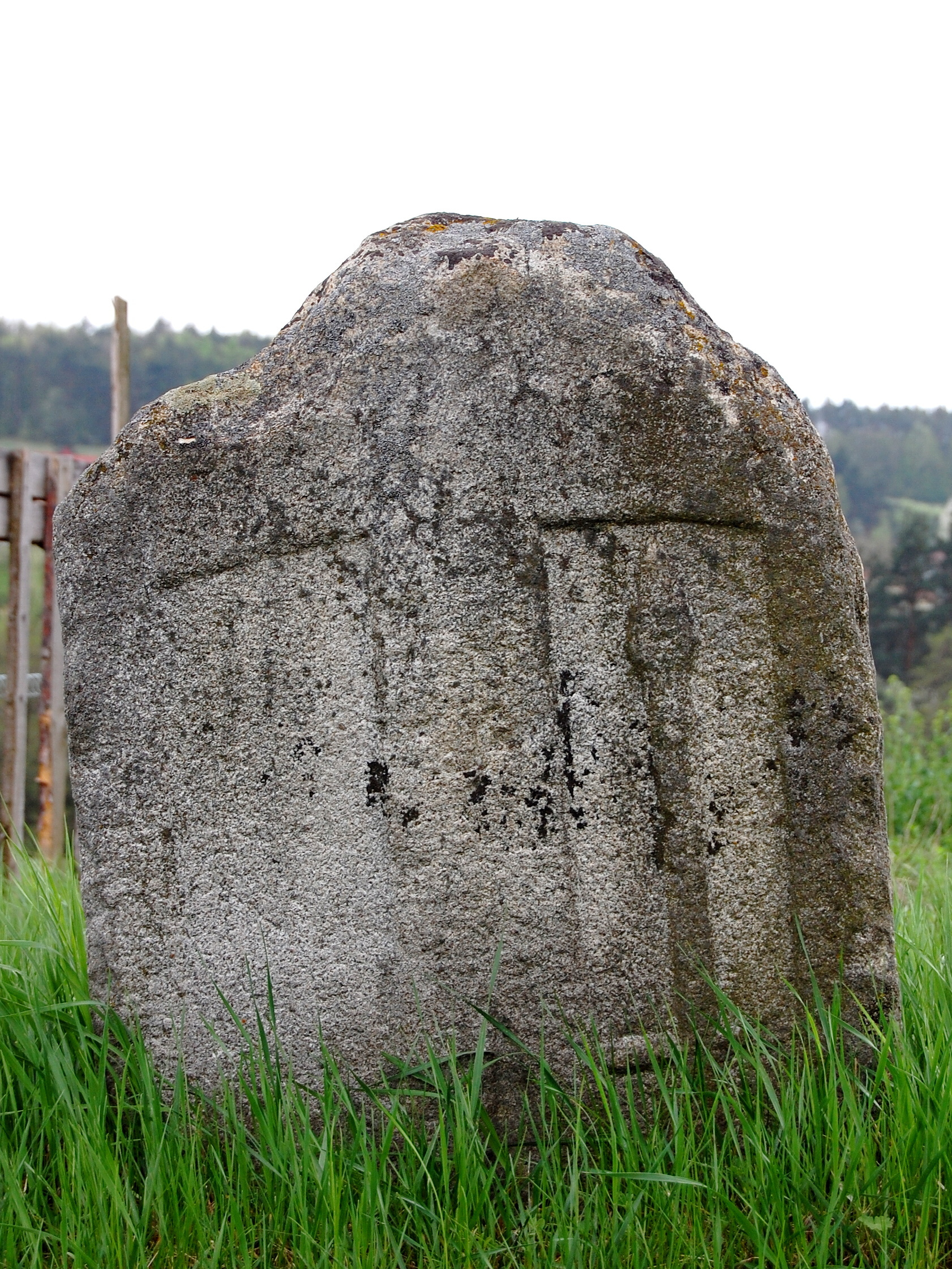
Sühnestein

Hluboké Mašůvky (deutsch Tief Maispitz) ist eine Gemeinde in Tschechien. Sie liegt acht Kilometer nördlich von Znojmo und gehört zum Okres Znojmo. Von den Einheimischen wird sie zumeist kurz Mašůvky genannt.

## Geographie
Hluboké Mašůvky befindet sich am rechten Ufer des Baches Plenkovický potok im Seitental des Svatoňovec in der Jevišovická pahorkatina (Jaispitzer Hügelland). Das Dorf liegt auf dem Gebiet des Naturparks Jevišovka. Nördlich erheben sich der Venclův kopec (Wenzelberg, 367 m n.m.) und der Zápověď (339 m n.m.), im Südosten der Příčník (360 m n.m.), westlich der Hradisko (342 m n.m.) sowie im Nordwesten der Tvarůžek (350 m n.m.). Durch den Ort führt die Staatsstraße II/361 zwischen Znojmo und Jevišovice.
Nachbarorte sind Bojanovice, Jevišovice, Hlavatův Mlýn und Černín im Norden, Bábovec, Vevčice, Rudlice und Němčičky im Nordosten, Culpovec, Plaveč und Tvořihráz im Osten, Prosiměřice, Těšetice, Svatý Hubert und Únanov im Südosten, Přímětice im Süden, Kasárna, Mramotice und Na Pile im Südwesten, Plenkovice, Kravsko, Plenkovický Mlýn und Kocanda im Westen sowie Čekál, Hostěrádky, Vranovská Ves, Jankovec, Pavlice und Boskovštejn im Nordwesten.

## Geschichte
Archäologische Funde belegen eine Besiedlung der Gegend seit der Jungsteinzeit. 1934 entdeckte der Archäologe František Vildomec die Venus von Mašůvky (Mašůvecká Venuše).
Die erste urkundliche Erwähnung des Dorfes erfolgte 1220, als der Znaimer Burggraf Jimram von Boskowitz die Kirche der hl. Margarethe in Přímětice gründete und dieser je eine Hube Land in Přímětice und Kuchařovice sowie den Wald bei Mašůvky überließ. Im Jahre 1349 wurde Mašůvky im Güterverzeichnis der Burg Bukovina aufgeführt; jedoch besaßen die Vladiken Hartleb, Jindřich und Smil von Bukovina nicht das gesamte Dorf, ein Anteil gehörte den Vladiken von Plaveč. Smil von Bukovina verkaufte 1365 einen Teil von Maschowicz an Ondřej von Okarec und 1378 den Meierhof an Boček von Plaveč. Im Jahre 1390 veräußerte Hynek Bítovský von Lichtenburg einen Anteil von Mašůvky an Mikeš von Přeskače. 1406 verkaufte Katharina, die Tochter des Pešek von Hulín, ihr Erbe in Masouky an Mikeš von Plenkovice. Im selben Jahr nahm Dorothea von Biskupitz, die Witwe von Ješek Nohavka, ihren Sohn Jan Nohavka in Gemeinschaft auf ihre Morgengabe in Masouky. Im Jahre 1414 verkaufte Nikolaus von Masouky acht Huben des Dorfes mit neun Gehöften an Mikeš von Plenkovice. Jan Nohavka von Kostnice überließ seinen Besitz in Mašůvky um 1480 an Jan von Mstěnice, der ihn 1494 an Wolfgang Ofner von Radotice verkaufte. Um 1500 konnte Ofner auch den restlichen Teil des Dorfes von Johann von Weitmühl erwerben. Ofners Sohn Johann trat das Dorf 1530 an seine Mutter Margarethe von Künsberg ab, die ihren neuen Ehemann Benedikt Bořita von Budeč darauf in Gemeinschaft nahm. Um 1548 erbte Hynek Bořita von Budeč das Gut Mašůvky.
Vor 1628 erwarb Karl Friedrich von Münsterberg-Oels das Gut und schlug es seiner Herrschaft Jaispitz zu. Während des Dreißigjährigen Krieges verödete das Dorf. Im Hufenregister (Lánský rejstřík) sind für Mašůvky 29 Anwesen aufgeführt, von denen 13 bewohnt und 16 verlassen waren. Insgesamt bestand das Dorf aus fünf Huben.
Mit dem Tod von Karl Friedrich von Münsterberg-Oels erlosch 1647 die Linie Münsterberg der Herren von Podiebrad, die Herrschaft fiel seinem Schwiegersohn Silvius Nimrod von Württemberg zu. Dieser trat die Herrschaft Jevišovice an Kaiser Ferdinand III. ab, um das Herzogtum Oels zu erhalten. 1649 kaufte der französische Marschall Jean-Louis Raduit de Souches die Herrschaft für 92.119 Rheinische Gulden. Er ließ im Jahre 1680 bei einer seit 1620 als heilkräftig bekannten kalten Quelle eine steinerne Kapelle errichten, darin ein im niederländischen Krieg erbeutetes kleines geschnitztes Marienbild anbringen und stiftete der Kapelle einen Priester aus der Abtei Bruck. Nach Marschall Raduits Tod im Jahre 1682 erbte sein jüngerer Sohn Karl Ludwig de Souches Jevišovice. 1686 errichtete er einen Familienfideikommiss, den sein Sohn Karl Joseph erbte. Dieser vererbte 1737 die Herrschaften Jevišovice und Plaveč seinen Töchtern Maria Anna und Maria Wilhelmina. Im Jahre 1743 kaufte Maria Wilhelminas Ehemann Johann Graf von und zu Ugarte die Herrschaft Jevišovice mit der Burg, dem Garten-Lusthaus und dem Städtchen Jevišovice sowie den Dörfern Střelice, Bojanovice, Černín, Vevčice, Únanov, Mašŭvky, Pavlice und den Pottaschehäusern für 206.000 Rheinische Gulden. 1756 erbten Ugartes sechs unmündige Kinder den Besitz. Im Erbvergleich von 1774 erhielt der zweitälteste Sohn, Oberstkanzler Aloys Graf von Ugarte († 1817) die inzwischen mit einem Wert von 480.159 Rheinische Gulden dotierte Herrschaft, 1829 trat sein Neffe und Haupterbe Joseph Graf von Ugarte das Erbe an.
Im Theresianischen Kataster von 1758 sind in Mašůvky 18 Halbhüfner, zwei Viertelhüfner, zehn Häusler, eine herrschaftliche Schänke, eine herrschaftliche Mühle, eine Dorfschmiede und ein Dorfhirte ausgeführt; insgesamt bestand das Dorf aus 34 Anwesen. Der Josephinische Kataster von 1789 weist für Mašůvky 44 Häuser aus. Im Franziszeischen Kataster von 1824 sind 50 Häuser eingezeichnet.
Im Jahre 1834 bestand das Dorf Maispitz, auch Tief-Maispitz bzw. Mašuwky genannt, aus 68 Häusern mit 404 Einwohnern. Unter dem Patronat der Obrigkeit und des Dekanats Znaim stand die Lokal-Kooperatur Mariä Heimsuchung mit einer Schule. Die unterhalb der Kirche entspringende kalte Mineralquelle wurde im Badehaus zur Heilung Kranker genutzt. Außerdem gab es im Ort ein Wirtshaus. Bis zur Mitte des 19. Jahrhunderts blieb Maispitz der Allodialherrschaft Jaispitz untertänig. Das Dorf war zu dieser Zeit sehr ärmlich und nur über schlechte Wege erreichbar, ein Teil der Felder lag brach.
Nach der Aufhebung der Patrimonialherrschaften bildete Hluboké Mašůvky / Tief-Maispitz ab 1849 eine Gemeinde im Gerichtsbezirk Znaim. Im Jahre 1859 erhielt das Dorf einen eigenen Friedhof, zuvor erfolgten die Begräbnisse in Přímětice. Während des Deutschen Krieges kam es 1866 in der Gegend zu mehreren größeren Gefechten; die preußischen Truppen schleppten die Cholera ein, an der 13 Einwohner verstarben. 1868 wurde die Gemeinde Teil des Bezirkes Znaim. Die Grafen Ugarte hielten die Grundherrschaft Jaispitz bis 1879. Nach dem Tode von Maximilian Graf Ugarte teilten seine Schwestern Gabriela Lovatelli und Anna Baltazzi 1879 den Besitz. Im Jahre 1882 erfolgte der Bau der neuen Bezirksstraße Jaispitz – Znaim. Anna Baltazzi ließ 1893 am Waldrand an der Bezirksstraße in Richtung Bojanovice ein Hegerhaus errichten. 1897 kaufte der Wiener Bankier und Großgrundbesitzer Robert Simon Freiherr Biedermann von Túrony (ein Enkel von Michael Lazar Biedermann, 1849–1920) die Grundherrschaft Jaispitz. Im Jahre 1905 begann die Bewaldung des Kalvarienberges und in der Ortslage Úlehle wurden Lindenbäume angepflanzt. 1912 erfolgte der Bau der Straße nach Únanov. 1916 erwarb der Wiener Industrielle Wilhelm Ritter Ofenheim von Ponteuxin die Grundherrschaft Jaispitz. Die Untere Ziegelei wurde 1919 stillgelegt. Im Jahre 1923 wurde ein neues Schulhaus errichtet. Der im selben Jahr begonnene Bau einer Straße nach Rudlice wurde nie vollendet, das Hindernis bildete das Tal der Jevišovka. Von Hluboké Mašůvky wurde die Straße bis zum Wegkreuz „U Šancí“ hergestellt und in der Gegenrichtung bis zum „Šmídův Mlýn“; der verbliebene Trassenabschnitt von 650 m blieb unrealisiert. 1924 stellte auch die Obere Ziegelei ihren Betrieb ein. Ein Jahr später entstand die Straße nach Plenkovice. 1926 wurde in Úlehle ein Denkmal für den Legionär Fiala enthüllt; es musste 1940 auf Anordnung der Protektoratsberhörden beseitigt werden. 1932 wurde Hluboké Mašůvky elektrifiziert. Ein Jahr später wurde das Rathaus mit Spritzenhaus fertiggestellt. Das überwiegend tschechischsprachige Dorf lag an der Sprachgrenze. Nach dem Münchner Abkommen von 1938 blieb Hluboké Mašůvky bei der Tschechoslowakei und wurde dem Okres Moravské Budějovice zugeordnet. 1941 eröffnete das Freibad. Das Dorf befand sich bis 1945 an der Grenze zum Deutschen Reich. 1944 befand sich im Ort die Kommandantur der I. Partisanenabteilung – Bergland-Gruppen (Horácké skupiny). Bei einem Bombardement wurden 1945 sieben Häuser beschädigt. Am 9. Mai 1945 besetzte die Rote Armee den Ort. Nach Kriegsende kam die Gemeinde wieder zum Okres Znojmo zurück. Im Jahre 1948 begann eine Neugestaltung des Wallfahrtsareals. 1962 wurde auf dem Brunnerov kopec ein Obstgarten gepflanzt. 1965 eröffnete das neue Kulturhaus. Zwischen 1980 und 1985 wurde der Bach Svatoňovec reguliert und ein Rückhaltebecken angelegt.

## Gemeindegliederung
Für die Gemeinde Hluboké Mašůvky sind keine Ortsteile ausgewiesen. Zu Hluboké Mašůvky gehört die Einschicht Hlavatův Mlýn (Hlawata-Mühle).

## Bevölkerungsentwicklung
| Jahr      | 1869 | 1880 | 1890 | 1900 | 1910 | 1921 | 1930 | 1950 | 1961 | 1970 | 1980 | 1991 | 2001 | 2011 | 2021 |
| --------- | ---- | ---- | ---- | ---- | ---- | ---- | ---- | ---- | ---- | ---- | ---- | ---- | ---- | ---- | ---- |
| Einwohner | 518  | 568  | 589  | 628  | 692  | 695  | 736  | 734  | 778  | 795  | 738  | 700  | 703  | 789  | 836  |

## Sehenswürdigkeiten
- Barocke Wallfahrtskirche Mariä Heimsuchung, erbaut 1680. Sie wurde zwischen 1948 und 1953 umgestaltet
- Terrasse vor der Kirche, das Gelände wurde ab 1948 neugestaltet. Dort befinden sich eine Statue des hl. Johannes von Nepomuk aus der Mitte des 18. Jahrhunderts sowie acht moderne Heiligenfiguren aus dem Jahre 1953
- Wallfahrtsareal mit Lourdes-Grotte und heiligen Brunnen, Kreuzweg, Heiliggrabkapelle und Kalvarienberg, es wurde 1949 umgestaltet
- Denkmal für die Gefallenen des Ersten Weltkrieges, vor der Kirche, enthüllt 1924
- Kapelle der hl. Anna auf dem Dorfplatz, erbaut 1733
- Denkmal der Befreiung auf dem Dorfplatz, enthüllt 1960
- Sühnestein, nordwestlich des Dorfes an der Straße nach Bojanovice, er stammt wahrscheinlich aus dem 16. Jahrhundert
- Wassermühle Hlavatův mlýn am Plenkovický potok, erhaltene Walzenmühle aus den 1930er Jahren, technisches Denkmal
- Acht gemauerte Nischenkapellen entlang der Straße nach Znojmo
- Burgruine Lapikus, östlich des Dorfes über dem Tal des Plenkovský potok

## Söhne und Töchter der Gemeinde
- Antonín František Stehlík (1921–1989), Maler, seit 1981 Ehrenbürger der Gemeinde